# Giulia Mastrelli Anzilotti
Giulia Mastrelli Anzilotti (geboren als Giulia Anzilotti 16. Juni 1927 in Vicenza; gestorben 29. März 1999 in Florenz) war eine italienische Philologin und Dialektologin.

## Werdegang
Anzilotti studierte an der Universität Florenz an der geisteswissenschaftlichen Fakultät. Sie war Schülerin von Carlo Battisti, Mitglied des von diesem geleiteten Istituto di studi per l’Alto Adige in Florenz und interessierte sich insbesondere für Toponomastik. 1954 schloss sie ihr Studium mit der Laurea in Sprachwissenschaften ab. In ihrer Abschlussarbeit befasste sie sich mit den Ortsnamen im Val di Sole im Trentino. Ihr Interesse für die Toponomastik im Trentino sollte sie ihr Leben lang begleiten.
Von 1958 bis 1986 leitete sie eine Schule für italienische Sprache und Kultur für Ausländer in Florenz. Zugleich betrieb sie ihre Studien in den Bereichen Anthroponymie, Dialektologie und Toponomastik fort. Von 1975 bis 1986 war Mastrelli Anzilotti Direktorin der Zeitschrift Civiltà italiana.
Nachdem sie 1986 in den Ruhestand getreten war, konnte sie sich vollständig der Toponomastik widmen. Für die Provinz Trient arbeitete sie an einem toponomastischen Wörterbuch und an einer toponomastischen Karte des Trentino.
Sie war mit Carlo Alberto Mastrelli, Professor für Linguistik an der Universität Florenz, verheiratet.

## Schriften (Auswahl)
- I nomi locali della Val di Non. (3 Bände) Industria tipografica fiorentina, Florenz 1975–1981.
- I nomi locali della Val di Peio (la valletta). Industria tipografica fiorentina, Florenz 1987.
- Die deutschen Sprachinseln im Trentino im Lichte der Ortsnamen. In: Österreichische Namenforschung. Jahrgang 17 (1989), Klagenfurt 1989, S. 47–66.
- Die deutschen Siedlungen im Trentino Einst und Heute. In: Germanistische Linguistik. Nr. 124–125 (1994), Hildesheim 1994, S. 81–108.
- Toponimi e cognomi cimbri di Folgaria. Istituto di studi per l’Alto Adige, Florenz 1994.
- Deutsche Hof- und Familiennamen im Trentino (Italien). In: Onomastik: Akten des 18. Internationalen Kongresses für Namenforschung. Trier, 12.–17. April 1993. (Bd. 4: Personennamen und Ortsnamen). Niemeyer, Tübingen 1999, S. 174–181.
- Toponomastica trentina: i nomi delle località abitate. Provincia autonoma di Trento. Servizio beni librari e archivistici, Trient 2003, ISBN 978-88-86602-56-3 (posthum).